# Opuntia aurea
Opuntia aurea ist eine Pflanzenart in der Gattung der Opuntien (Opuntia) aus der Familie der Kakteengewächse (Cactaceae). Das Artepitheton aurea stammt aus dem Lateinischen und bedeutet ‚gelb‘ und verweist auf die Blütenfarbe der Art.

## Beschreibung
Opuntia aurea wächst niedrig strauchig, ist kriechend und auf der Bodenoberfläche ausgebreitet. Die grünen, elliptischen bis eiförmigen, häufig auf der Kante stehenden Triebabschnitte sind 5 bis 10 Zentimeter lang und 3 bis 6 Zentimeter breit. Die Areolen sind kreisrund, die braunen bis ockerlichen Glochiden sind bis zu 3 Millimeter lang. Dornen sind nicht vorhanden.
Die gelben Blüten sind 5 bis 7,5 Zentimeter lang und erreichen ebensolche Durchmesser. Die grünen Früchte sind nicht bedornt und erreichen einen Durchmesser von 1,5 bis 2,5 Zentimeter.

## Verbreitung, Systematik und Gefährdung
Opuntia aurea ist in den Vereinigten Staaten in den Bundesstaaten Utah und Arizona in Höhenlagen von 1500 bis 1800 Metern verbreitet.
Die Erstbeschreibung erfolgte 1833 durch Edgar Martin Baxter. Nomenklatorische Synonyme sind Opuntia basilaris var. aurea (E.M.Baxter) W.T.Marshall (1941), Opuntia lubrica var. vaurea (E.M.Baxter) Backeb. (1958) und Opuntia erinacea var. aurea (E.M.Baxter) S.L.Welsh (1986).
In der Roten Liste gefährdeter Arten der IUCN wird die Art als „Least Concern (LC)“, d. h. als nicht gefährdet geführt. Die Entwicklung der Populationen wird als stabil angesehen.

## Nachweise